# Anchiszombatya
Anchiszombatya is een geslacht van kevers uit de familie  
kniptorren (Elateridae).
Het geslacht is voor het eerst wetenschappelijk beschreven in 1990 door Hayek.

## Soorten
Het geslacht omvat de volgende soorten:
- Anchiszombatya niger Platia & Schimmel, 1996
- Anchiszombatya porrectifrons (Hayek, 1990)
- Anchiszombatya porrectifrons Hayek, 1990